# Camper (Computerspiel)
Camper ist die Bezeichnung für einen Spieler, dessen Spielfigur in Multiplayer-Computerspielen (vornehmlich Ego-Shootern) dauerhaft in schwer einsehbaren Bereichen der Spielumgebung verharrt, um die Spielfiguren vorbeikommender Mitspieler zu fraggen, also zu „töten“, ohne dabei entdeckt zu werden. Oft wird hierzu eine Waffe gewählt, mit der man den Gegner bereits mit einem Treffer fraggen kann. 

## Bewertung seitens der Spieler
In den meisten Spielen wird der Begriff „Camper“ als Beleidigung angesehen und als solche genutzt. Der Grund dafür ist, dass viele Spieler es als eine unsportliche und feige Taktik ansehen. In manchen Team-Spielmodi, z. B. Capture the Flag, ist das „Campen“ jedoch eine anerkannte Taktik, um das Spielziel zu erreichen (z. B. die Fahne zu verteidigen), als Angreifer in einem Assault-Match hingegen ist es eine stark spielbehindernde Vorgehensweise. In manchen Spielen, wie z. B. Battlefield 1942 oder Call of Duty, wurde aus diesem Grund die sogenannte „Killcam“ eingeführt, die es einem Spieler ermöglicht, zu sehen, von wo aus man beschossen wurde. Dies soll notorische Camper zwingen, nach jedem Abschuss die Stellung zu wechseln.
Beim Deathmatch wird das sogenannte Spawn-Camping als sehr unfair erachtet. Hierbei wartet der Camper in der Nähe eines Spawnpunktes, um seine Opfer unmittelbar nach dem Spieleinstieg zu eliminieren. Die Dynamik des Spiels geht somit verloren. Außerdem verwehren sie dabei dem startenden Spieler die Möglichkeit, sich orientieren zu können und Deckung zu suchen. Insbesondere bei neueren Spielen sind darum in der Spielumgebung viele verschiedene Spawnpunkte eingefügt, die vom Programm nach dem Zufallsprinzip angewählt werden, um die Chance zu minimieren, dass ein Opfer neben dem „Spawncamper“ erscheint. Auch wird bei einigen Spielen wie zum Beispiel TimeSplitters einem startenden Spieler eine kurze Zeit gegeben, in der seine Spielfigur unverwundbar ist, was dazu führen kann, dass Spawncamper, die diesen Effekt nicht kennen, selber chancenlos sterben. In manchen Spielen erlischt dieser Schutz, wenn die Spielfigur anfängt zu schießen.
In Quake II wurde eine weitere Möglichkeit eingeführt, gegen Spawncamper im Deathmatchmodus vorzugehen, indem das Programm „respawnende“ Spielfiguren so weit wie möglich von den übrigen Spielfiguren entfernt materialisieren lässt. Dies ist jedoch nicht in allen Spielmodi möglich.
Mittlerweile gibt es aber auch Clans, die sich explizit dem „Campen“ zugewandt haben. In Unreal Tournament beispielsweise werden überdimensionale Maps erstellt, Städte, Zimmer oder auch Wohnungen mit extremen Maßen. Ziel ist es nicht – wie üblich – möglichst viele Gegner zu fraggen, sondern selbst nicht gefraggt zu werden, was eigentlich der Spielvariante „Last man standing“ entspricht; gespielt wird aber Deathmatch bzw. Team-Deathmatch. Da Spawnkilling auch beim Campen eher als unfair angesehen wird, wird auf den meisten Servern eine Spawnprotection eingebunden. Weitere Modi oder Mutatoren sind möglich.

## Massive Multiplayer Online Roleplaying Games
In MMORPGs spricht man von einem Gate-Camper. Hierbei handelt es sich um Spielfiguren, welche sich hinter Türen oder engen Durchgängen verschanzen, um so einzelne Gegner der Reihe nach zu besiegen, anstatt sich auf offener Fläche allen gleichzeitig zu stellen.

## Sonstiges
In manchen Spielen ist bereits ein Schutz vor Campern integriert. So wird einer Spielfigur in Nexuiz beispielsweise bei längerem Stillstand eine große Menge an Lebensenergie abgezogen mit einem Hinweis, das Campen zu unterlassen. Der dritte Verstoß wird sogar als Suizid der Spielfigur gewertet.
Außerdem gibt es Spielmodifikationen, bei denen die vornehmlich von Campern genutzten Scharfschützengewehre bei Abschuss einen Streifen in der Luft hinterlassen, der es den übrigen Spielern einfacher macht, den Camper zu entdecken.
Auf der anderen Seite gibt es Spiele, in denen das „Campen“, auch wenn es nicht nur zur Verteidigung einer Flagge oder Basis genutzt wird, als gültige Taktik angesehen wird – vor allem zählen hierzu Spiele mit kooperativem Inhalt, bei dem die Spieler nicht vorwiegend gegen-, sondern miteinander gegen den Computer spielen, oder aber an Realismus orientierte Spiele, in denen viele Spieler diese Spielweise als eine realistische Taktik akzeptieren. Im Deduktionsspiel Among Us beispielsweise hat das Wort Campen bereits eine andere Bedeutung, nämlich dass man als Besatzungsmitglied mit anderen Besatzungsmitgliedern (vorzugsweise einer mehr, als es Verräter gibt) an einem Ort (häufig bei den Überwachungskameras) ausharrt, damit man nicht von den Verrätern getötet werden kann, ohne dass diese enttarnt und sofort gemeldet werden.